# Bolderslev

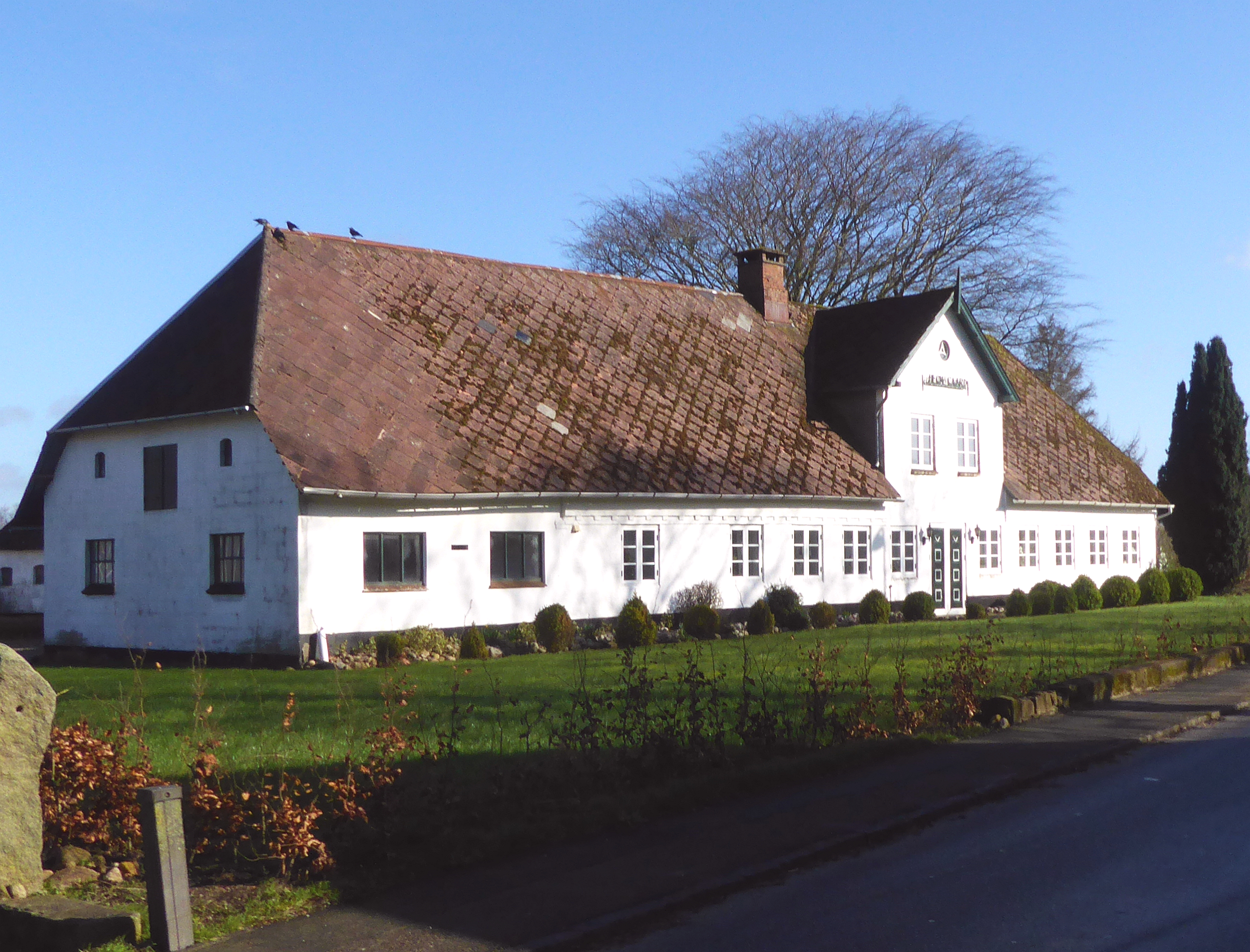
Altes bäuerliches Anwesen in Bolderslev

Bolderslev (deutsch: Bollersleben) ist eine Gemeinde in Syddanmark auf Jütland. Sie gehört zum Kirchspiel Bjolderup Sogn und zur Kommune Aabenraa. Während im Kirchspiel Bjolderup Sogn 1825 Menschen beheimatet sind, gehören zur Gemeinde Bolderslev nur 1174 Einwohner (2019).
Das Zentrum der flächigen Gemeinde liegt 23 Kilometer von der deutschen Grenze, 12 Kilometer von Aabenraa und 7 Kilometer von Tinglev entfernt.
Die Entstehungsgeschichte der Ansiedlung Bolderslev reicht bis in heidnische Zeiten zurück. Daraus ließe sich folgern, dass der Ortsname Bolderslev Balder's Erbteile bedeutet. Spätere Ansiedlungen stammen aus jüngeren Zeiten, wie der Steinzeit oder der Bronzezeit, was sich aus der Existenz von Grabhügeln wie z. B. Toppehøj und Bredhøj im Südwesten der Gemeinde ergibt.
Nach dem Bau der Bahnstrecke Fredericia–Flensburg 1864 erhielt Bolderslev einen Bahnhof an dieser Strecke; dieser wurde allerdings inzwischen geschlossen und das Gebäude abgerissen. Allerdings befindet sich innerhalb der Ortsgrenzen weiterhin die zwischenzeitlich zweigleisig ausgebaute Eisenbahnstrecke. Da auch die wichtige Durchgangsstraße Bov – Hellevad durch den Ort führt, wird dieser dreifach geteilt.
Drei Kilometer westlich von Bolderslev befindet sich die Kirchspielgemeinde Bjolderup Sogn mit der zugehörigen Pfarrkirche.
Rund drei Kilometer östlich von Bolderslev befindet sich eine sehenswerte Thingstätte, Urnehoved tingsted, die als eines der alten südjütländischen Wahrzeichen gilt.